# Campionato asiatico maschile di pallacanestro 1977
Il 9º Campionato Asiatico Maschile di Pallacanestro FIBA si è svolto dal 28 novembre al 10 dicembre 1977 a Kuala Lampur in Malaysia. Il torneo è stato vinto dalla nazionale cinese.
I Campionati asiatici maschili di pallacanestro sono una manifestazione biennale tra le squadre nazionali del continente, organizzata dalla FIBA Asia.

## Squadre partecipanti
| Gruppo A                                         | Gruppo B                                                  | Gruppo C                                       |
| ------------------------------------------------ | --------------------------------------------------------- | ---------------------------------------------- |
| - Cina - Bahrein - Iraq - Singapore - Thailandia | - Giappone - Filippine - Indonesia - Pakistan - Sri Lanka | - Corea del Sud - India - Hong Kong - Malaysia |

## Classifica finale
| Pos | Squadra       | V-P |
| --- | ------------- | --- |
| 1   | Cina          |     |
| 2   | Corea del Sud |     |
| 3   | Giappone      |     |
| 4   | Malaysia      |     |
| 5   | Filippine     |     |
| 6   | Iraq          |     |
| 7   | India         |     |
| 8   | Thailandia    |     |
| 9   | Pakistan      |     |
| 10  | Hong Kong     |     |
| 11  | Singapore     |     |
| 12  | Bahrein       |     |
| 13  | Indonesia     |     |
| 14  | Sri Lanka     |     |